# Ruhm (Roman)
Ruhm – Ein Roman in neun Geschichten ist ein 2009 auf Deutsch erschienenes erzählerisches Werk von Daniel Kehlmann. Die neun lose miteinander verbundenen Geschichten des Romans kreisen um Fragen der Kommunikation mit Mobiltelefon, Computer und Internet. Ihre Figuren tauchen auf und verschwinden wieder, verändern oder vertauschen ihre Identität, werden vergessen. Der im Titel angesprochene Ruhm zieht sich als Leitmotiv durch die meisten Kurzgeschichten des Romans. 

## Inhalt
Der Roman besteht aus neun einzelnen Geschichten über virtuelle und reale Welten, die mehr oder weniger offensichtlich miteinander verbunden bzw. ineinander verflochten sind.
1. Stimmen
Der Techniker Ebling legt sich ein Mobiltelefon zu. Er bekommt aber die noch aktive Nummer eines anderen Teilnehmers namens Ralf zugewiesen. Die nicht für ihn bestimmten Anrufe verführen ihn dazu, in die Rolle des anderen zu schlüpfen. Er verabredet sich mit den anrufenden Frauen, traut sich jedoch nicht, diese persönlich zu treffen. Außerdem versucht er sich ins Geschäftsleben des Fremden einzubringen und findet Gefallen an diesem Spiel. Ebling mutmaßt, bei Ralf könne es sich um den prominenten Schauspieler Ralf Tanner handeln.
2. In Gefahr
Der überängstliche Schriftsteller Leo Richter fliegt mit seiner Freundin Elisabeth, einer Mitarbeiterin von Ärzte ohne Grenzen, auf eine Vortragsreise nach Lateinamerika. Während er sich dauernd über Kleinigkeiten und das immergleiche Prozedere der Lesungen und Empfänge sowie die stupiden Fragen der Gäste beklagt, fürchtet sie um das Leben dreier in Afrika entführter Arbeitskollegen und versucht, telefonisch mit einem Kontaktmann vor Ort in Verbindung zu treten. Leo wird dabei als Autor der Figur Lara Gaspard und der folgenden Geschichte eingeführt.
3. Rosalie geht sterben
Auf der Reise zu einem Verein für Sterbehilfe in der Schweiz versucht die krebskranke Rosalie den Autor ihrer Geschichte (also Leo Richter) davon zu überzeugen, die Handlung zu verändern und sie am Leben zu lassen. Die immer wieder auftauchenden Hindernisse auf dieser Reise – der Flug nach Zürich wird nach Basel umgeleitet, die nachfolgende Zugfahrt endet wegen eines Schienensuizids in der Einöde – lassen den Leser glauben, dass sich ihr Schicksal doch noch zum Guten wendet. Leo lässt sich letztendlich davon überzeugen, verwandelt sie in ihr jüngeres Ich und lässt sie leben. Allerdings löst sich Rosalies Dasein ins Nichts auf, als der Autor die Geschichte beendet.
4. Der Ausweg
Zu einem Wettbewerb erscheint der berühmte Schauspieler Ralf Tanner als Imitator seiner selbst, erreicht dort jedoch nur den zweiten Platz, lernt aber eine Frau kennen. Durch den Eintritt in ein anderes Leben, also das Leben eines Imitators, entkommt er dem Rummel um seine Person und genießt das Leben als normaler Bürger unter dem Alias Matthias Wagner. Seinen Platz im alten Leben nimmt unterdessen ein anderer ein. Auch seine Anrufe erhält ein anderer. Im Zusammenhang mit der ersten Geschichte lässt sich schließen: der Techniker Ebling.
5. Osten
Die Schriftstellerin Maria Rubinstein begibt sich als Ersatz für den eigentlich eingeladenen Leo Richter auf eine Pressereise nach Zentralasien. Durch eine Verkettung eigenartiger Zufälle wird sie von der Reisegruppe vergessen und verliert sich ohne Geld, Handy und Sprachkenntnisse im fremden Land. Sie findet schließlich Unterschlupf bei einer alten Bäuerin auf dem Land, bleibt aber für die Außenwelt verschollen.
6. Antwort an die Äbtissin
Der durch seine esoterischen Lebenshilfebücher weltweit bekannte Erfolgsautor Miguel Auristos Blancos – seine Bücher kommen in fast allen Geschichten vor – schreibt einen Brief an eine hilfesuchende Äbtissin zum Problem der Theodizee. Darin bricht er radikal mit allen seinen optimistischen Thesen zu Gott und der Welt. Um diesen Bruch zu signalisieren, erwägt er, sich umzubringen. Ob er es tut, bleibt offen.
7. Ein Beitrag zur Debatte
Der internetsüchtige Mollwitz, Mitarbeiter einer Mobilfunkgesellschaft, wird von seinem Chef zu einem Kongress geschickt, um einen Vortrag zu halten. Er trifft dort den Schriftsteller Leo Richter, den er aufgrund der Schaffung seiner Figur „Lara Gaspard“ verehrt. Mollwitz sucht den Kontakt zu Richter, weil er hofft, von diesem als Figur in einer seiner Geschichten erwähnt zu werden. Richter weicht Mollwitz jedoch aus. Dieser wird überdies durch die misslungene Präsentation zum Gespött des Kongresses. Nachdem Mollwitz schließlich in das Zimmer, dessen Nummer er von Richter aufgeschnappt hatte, eingedrungen ist, nach Hinweisen durchsucht und dabei völlig verwüstet hat, stellt sich zudem noch heraus, dass Richter zu diesem Zeitpunkt längst abgereist und Mollwitz somit einem Fremden Schaden zugefügt hat.
8. Wie ich log und starb
Der Abteilungsleiter einer großen Mobiltelefongesellschaft bei Hannover führt ein Doppelleben mit Ehefrau Hannah, die mit ihren Kindern in Süddeutschland lebt, und Freundin Luzia, die schließlich von ihm schwanger wird. In dieser Zeit geschehen aufgrund seiner Nachlässigkeit versehentlich Doppelvergaben von Mobiltelefonnummern. Wegen der verzwickten Verhältnisse in seinem Leben überlässt er eine wichtige Präsentation dem unfähigen Mollwitz – welche gründlich misslingt (vergleiche „Ein Beitrag zur Debatte“). Zudem versäumt es Mollwitz, das dringende Anliegen weiter zu bearbeiten, weil er stattdessen seine Erlebnisse in einen Forenbeitrag niederschreibt. Wie bereits am Anfang der Geschichte deutlich wird, verliert der Abteilungsleiter in Folge der Ereignisse seine Stelle.
9. In Gefahr
Die Geschichte trägt den gleichen Titel wie die zweite. Die beiden Hauptpersonen – Leo und seine Freundin Elisabeth – treten wieder auf, diesmal in der Geschichte des Autors Leo Richter, der sich zu einem mutigen Begleiter seiner Freundin bei einem humanitären Einsatz im afrikanischen Kriegsgebiet gewandelt hat. Als sie vor Ort in einer der Helferinnen die Mitarbeiterin eines deutschen Kulturinstituts von der Lesereise durch Mittelamerika wiedererkennt und schließlich auf Lara Gaspard persönlich trifft, erkennt Elisabeth, dass ihr genau das passiert ist, was sie immer befürchtete: als Figur in einer Geschichte ihres Freundes Leo genutzt zu werden.

## Figuren
Ebling: Er ist ein Computertechniker, dessen einziger Lichtblick im Leben die unerklärlichen Spinnereien eines Computers sind. Doch mit der Anschaffung eines neuen, von ihm lange abgelehnten Handys hat Ebling eine neue interessante Tätigkeit. Er wird zu einer fremden Person, deren Nummer er irrtümlich bekommen hat. Er flüchtet sich förmlich ins Leben eines Fremden und genießt die neu erworbene Macht über einen Anderen.
Leo Richter: Er ist Schriftsteller, sehr eitel, neurotisch und hasst die Frage, wo er denn „auf diese genialen Ideen komme“, da er nicht zugeben will, dass er alle Menschen um sich herum in die Geschichten rund um seine Protagonistin Lara Gaspard steckt. Er ist der Autor der dritten Geschichte.
Elisabeth: Die Freundin von Leo Richter war lange Zeit in Kriegsgebieten als freiwillige Helferin unterwegs, wodurch sie tiefe psychische Wunden hat, welche sie vehement zu unterdrücken versucht. Sie will daher nicht, dass Leo Richter sie in einem seiner Romane verwendet, da sie fürchtet, so wieder damit konfrontiert zu werden.
Rosalie: Sie ist eine alte Frau, welche beschließt, Sterbehilfe in der Schweiz anzunehmen, da sie unheilbaren Krebs hat. Doch während ihrer Reise bemerkt sie, dass sie fürs Sterben noch nicht bereit ist, will sich dies aber nicht eingestehen. Nun direkt mit dem Tod konfrontiert, fängt sie an, den Autor der Geschichte anzuflehen. Die Bitte, eine zweite Chance zu leben zu bekommen, wird ihr gewährt.
Lara Gaspard: Sie ist die Hauptfigur mehrerer Erzählungen Leo Richters; in der Erzählung über Rosalie tritt sie als deren Nichte in Erscheinung. Elisabeth ähnelt ihr, was das Alter und Aussehen, aber auch den Beruf (Ärztin) angeht. In der letzten Geschichte begegnen sich Elisabeth und Lara als Figuren in einer Geschichte.
Ralf Tanner: Er ist ein berühmter Schauspieler, welcher jedoch in diesem Dasein keinen Reiz mehr sieht. Deshalb versucht er sich selbst zu entdecken, indem er bei einer Show eine Imitation seiner selbst mimt. So baut er sich ein Zweitleben auf und findet darin einen neuen Lebenssinn. Doch sein erstes Leben, in dem jemand anderer sich als er selbst ausgibt, gleitet ihm dabei aus den Händen.
Maria Rubinstein: Die auf Krimis spezialisierte Schriftstellerin Maria Rubinstein verlangt nicht viel vom Leben, jedoch mehr, als ihr im mittleren Asien geboten wird. Trostlos wirkt alles auf sie und (wie so vieles in diesem Buch) surreal. Doch als sie von ihrer Gruppe getrennt wird, verliert sie die Kontrolle über alles, wodurch sie nun erkennt, wie selbstverständlich das früher für sie war. Sie verkörpert hier wie Rosalie nun die Verzweiflung – mit der Ausnahme, dass sie nicht mit ihrem Autor sprechen kann.
Auristos Blancos: Er erscheint in fast allen Geschichten durch die häufige Erwähnung seiner Romane als eine Art übergeordnete Autorität. Dies ist jedoch nur Fassade, denn er leidet an schweren Depressionen, weshalb er sich auch umbringen will. Seine Frau, eine entfernte Verwandte von Ebling, verweigert ihm den Zugang zu seinen Kindern. Seine Romane dagegen sind geprägt von Optimismus, der seinen Lesern als Lebenshilfe dienen soll. Kurz vor Ende seiner Geschichte verfasst er einen Brief an eine Äbtissin, in dem er pessimistisch alle seine Thesen widerruft. Es wird jedoch nicht klar, ob er sich letztendlich erschießt.
Mollwitz: Er beschreibt sich selbst als groß und „vollschlank“ (Euphemismus für „dick“), ist ungeschickt und faul und schreibt in Internetforen über Klatsch und Tratsch (auch über die Ereignisse rund um Ralf Tanner), um sich so in eine andere Welt zu flüchten. Um seiner Unterlegenheit gegenüber anderen auszuweichen, verhält er sich ihnen gegenüber sehr grob und schiebt all seine Probleme auf sie. In der Begegnung mit Leo Richter auf einem Kongress sieht er nun eine Möglichkeit, seinem Leben etwas Gutes beizufügen. Er versucht sich Richter aufzudrängen, um in einem Roman mit dessen Figur Lara Gaspard aufzutauchen und so seiner „Liebe“ nahe zu sein. Als Richter aber vom Kongress abreist, ohne sich eingehend mit ihm unterhalten zu haben, zerbricht er an der endgültigen Erkenntnis, dass er bedeutungslos und sein Leben enttäuschend ist.
Abteilungsleiter: Er arbeitet bei einem Mobiltelefonanbieter und ist der Vorgesetzte von Mollwitz. Er ist verheiratet, hat zwei Kinder, wohnt unter der Woche aber aufgrund seiner Arbeit nicht bei seiner Familie. Eines Tages lernt er eine andere Frau kennen, mit der er eine Beziehung eingeht. Von diesem Zeitpunkt an ist er stets bemüht, beide Beziehungen zu führen, ohne dass die Partnerinnen voneinander erfahren.

## Deutung

### Fiktionsebenen und Deutungsansatz
Die Geschichten spielen auf unterschiedlichen Fiktionsebenen, sodass gleich mehrere Metalepsen geschehen: Die primäre Ebene bilden die Geschichten des Autors Kehlmann, eine sekundäre Ebene bilden die beiden Geschichten, als deren Urheber explizit Leo Richter – also eine Figur Kehlmanns – genannt wird (Rosalie geht sterben, In Gefahr (2)). Etliche Handlungsstränge und Figuren verletzen die logische Grenze dieser Ebenen. Dazu gehören etwa das Gespräch Rosalies mit ihrem Autor, die gesamte Komposition von In Gefahr (2) mit realen und virtuellen Personen, der Wunsch von Personen oder ihre Angst davor, in den Geschichten Leo Richters vorzukommen, oder die fiktive Figur der Lara Gaspard, die für Mollwitz in Ein Beitrag zur Debatte fast real wird.
Gemeinsam sind den Handlungen der neun Geschichten die kleinen Zufälle, die urplötzlich vieles verändern und dem Leben eine neue Richtung geben können. Hinter diesem Thema der abrupten und ungewollten Lebensumstellung verbirgt sich die Frage nach der eigenen Identität, deren Vergänglichkeit oder sogar Beliebigkeit. Der Wunsch, eine andere Rolle zu spielen, kann als Reaktion auf den beschriebenen Identitätsverlust verstanden werden. In einem „Spiegel“-Interview sagte Daniel Kehlmann über sein Buch, es gehe «ums Vergessenwerden, ums Verschwinden, um das Sichverlieren oder die Auflösung».

### Vernetzung der Geschichten
Die folgende Tabelle zeigt die Vernetzung der neun Geschichten durch die beteiligten Personen und Figuren. Hierbei kennzeichnet H die Hauptfigur(en), N eine wichtige Nebenfigur und R eine Randfigur der jeweiligen Geschichte. Es sind alle Personen aufgeführt, die in mindestens zwei Geschichten des Romans auftreten oder erwähnt werden.
| Person               | Stimmen | Gefahr | Rosalie | Ausweg | Osten | Antwort | Beitrag | Lüge | Gefahr |
| -------------------- | ------- | ------ | ------- | ------ | ----- | ------- | ------- | ---- | ------ |
| Ebling               | H       | .      | .       | R      | .     | .       | .       | R    | .      |
| Ralf Tanner          | R       | R      | .       | H      | .     | .       | R       | R    | .      |
| Carla Mirelli        | N       |        | .       | N      | .     | .       | R       | R    | .      |
| M. A. Blancos        | R       | R      | .       | R      | R     | H       | R       | .    | R      |
| Leo Richter          | .       | H      | N       | .      | N     | .       | N       | .    | H      |
| Elisabeth            | .       | H      | .       | .      | .     | .       | .       | .    | H      |
| Lara Gaspard         | .       | R      | N       | .      | .     | .       | R       | .    | N      |
| Maria Rubinstein     | .       | R      | .       | .      | H     | .       | .       | .    | R      |
| Rosalie              | .       | R      | H       | .      | .     | .       | R       | .    | .      |
| Mollwitz             | .       | .      | .       | .      | .     | .       | H       | R    | .      |
| Abteilungsleiter     | .       | .      | .       | .      | .     | .       | N       | H    | .      |
| Frau Riedergott      | .       | N      | .       | .      | .     | .       | .       | .    | R      |
| Lobenmeier           | .       | .      | .       | .      | .     | .       | N       | N    | .      |
| Dünner Mann (Fahrer) | .       | .      | N       | .      | .     | .       | .       | N    | .      |

### Leitmotive

#### Ruhm
Der Titel „Ruhm“ ist gleichzeitig ein wichtiges Leitmotiv, es kommt in allen Episoden vor. Alle Figuren werden durch das Konzept „Ruhm“ positiv oder negativ beeinflusst. Bereits erfolgreichen Figuren wird er zum Verhängnis, andere bereichern sich selbst damit.
- Stimmen: Eblings Nummer wird mit der von Ralf Tanner, einem berühmten Filmschauspieler, vertauscht und er erhält so ein kleines Stück Ruhm.
- In Gefahr: Leo Richter ist ein berühmter Autor. Seine neue Freundin Elisabeth muss mit der Situation, die namenlose Freundin eines berühmten Autors zu sein, zurechtkommen.
- Rosalie geht sterben: Dies ist Leo Richters bekannteste Geschichte.
- Der Ausweg: Bei dem Versuch, seinem Ruhm zu entfliehen, verliert Ralf Tanner seine Identität.
- Osten: Maria Rubinstein wird in einem leeren Hotel untergebracht. Der Flug nach Hause geht ohne sie, und sie findet sich an einem Ort wieder, an dem sie keiner kennt und ihr niemand hilft. Ihr spurloses Verschwinden löst in der westlichen Welt eine Steigerung ihrer Bekanntheit aus, die sie vorher – zwar schon Krimiautorin, aber weitgehend unbekannt- noch nicht hatte. Sie ist von da an berühmt.
- Antwort an die Äbtissin: Miguel Auristos Blancos ist so berühmt, dass er in allen anderen Geschichten vorkommt. Trotzdem stellt der „Ruhm“ für den Autor selbst nur eine Fassade dar, denn in Wirklichkeit leidet er unter Depressionen und hat keineswegs ein stabiles familiäres Umfeld. Aufgrund der Tatsache, dass er am Ende der Episode kurz davor steht, sich zu erschießen (ob er es wirklich tut, bleibt offen), kann man schließen, dass für Miguel Auristos Blancos die Instabilität seines familiären Umfeldes stärker wiegt als der „Ruhm“ bzw. seine weltweite Bekanntheit als Autor ermutigender esoterischer Geschichten.
- Ein Beitrag zur Debatte: Mollwitz versucht, an Leo Richter heranzukommen, um eine berühmte Figur in einem seiner Werke zu werden. Er hält sich für einen berühmten Blogger, fällt im richtigen Leben aber nur durch seine peinlichen Auftritte auf.
- Wie ich log und starb: Diese Geschichte ist der Schlüsselpunkt für den Ruhm in anderen Geschichten: Durch die Nachlässigkeit des Abteilungsleiters werden Mobiltelefonnummern doppelt vergeben. So gelangt der Techniker Ebling (aus „Stimmen“) zu seinem Ruhm. Ebenso darf Mollwitz („Ein Beitrag zur Debatte“)  überhaupt erst zu der Konferenz anreisen, weil der Abteilungsleiter aufgrund seiner Situation selbst nicht erscheinen kann. So bekommt Mollwitz die Möglichkeit, seinen verehrten Schriftsteller Leo Richter kennenzulernen und kommt seinem Wunsch so näher, eine berühmte Figur in einem seiner Bücher zu werden. Bei Ralf Tanner wiederum löst dieses Missgeschick mit der doppelten Nummernvergabe eine Identitätskrise aus und das ist der Beginn des Abstiegs seiner Karriere als berühmter Filmschauspieler.

#### Identität
Alle Hauptfiguren in den neun Geschichten verändern, vertauschen oder verlieren ihre Identität.
- Ebling: beantwortet Ralf Tanners Anrufe und schlüpft so in eine neue Rolle.
- Ralf Tanner: Das auffälligste Beispiel; sein Leben wird von einem anderen Mann weitergeführt, Tanner beginnt ein neues Leben.
- Leo Richter: wird selbst zum Teil seiner Geschichten, einmal als gottgleicher Autor („Rosalie geht sterben“), einmal als mutiger Begleiter Elisabeths („In Gefahr“)
- Rosalie: wird von Leo wieder zum jungen, schönen Mädchen gemacht und geheilt
- Maria Rubinstein: verliert im Osten durch ihr Verschwinden ihre nachweisliche Identität (als Krimiautorin)
- Abteilungsleiter: Führt ein Doppelleben, spaltet seine Identität.
- Elisabeth: Sie verliert ihre Identität, als Leo Richter sie in seine Geschichte einbaut, obwohl sie vorher geäußert hat, dass sie das nicht möchte („In Gefahr“)

#### Moderne Technologien
Moderne Technologien spielen in allen Geschichten eine wichtige Rolle. „Ich glaube, dass Handy, E-Mail und iPod die größte Veränderung unserer Lebenswirklichkeit seit der industriellen Revolution bedeuten. Wir haben noch nicht mal angefangen, das zu verstehen.“ „Mobiltelefone und E-Mails schaffen eine Parallelwirklichkeit. Man kann neben dem eigenen zusätzliche Leben führen – ein weiteres Thema des Romans.“ Fast modellartig führt Kehlmann in den neun Geschichten die tiefgreifenden Veränderungen durch die verschiedenen neuen Kommunikationstechniken vor. So wird das Leben der meisten Protagonisten durch das Funktionieren oder Nicht-Funktionieren der Technik bestimmt. Aber auch die Romanstruktur und die Handlung werden durch den Rekurs auf moderne Technologien geprägt. Diese „sorgen konstant für neue Handlungsstränge, Erzählebenen und Fiktionalitätsebenen“.
- Stimmen und Der Ausweg: Techniker Ebling übernimmt Ralf Tanners Leben aufgrund einer falsch vergebenen Rufnummer des Handys.
- Rosalie geht Sterben: Rosalie organisiert per Kommunikationsmedien die Sterbehilfe sowie die Reise zu dieser.
- In Gefahr (1): Leo Richter erhielt die Einladungen zur Lesereise aufgrund seines kontroversen Vortrags über das „Aussterben der Kultur“ durch das (digitale) „Zeitalter der Bilder“ und die „Macht der Technik“. Er begrüßt diesen Zustand dezidiert als ein Wirklichkeit gewordenes „religiöses Ideal“ des „mystischen Dämmerns im ewigen Jetzt“, lässt aber im Unklaren, ob er das ernst oder ironisch meint.
- Osten: Maria Rubinstein ist endgültig verschollen, nachdem der Akku ihres Handys leer wurde.
- Ein Beitrag zur Debatte: Mollwitz ist internetsüchtig und definiert sich über die digitale Welt. Darüber hinaus scheitert sein Vortrag unter anderem am Versagen der Technik (der elektronischen Präsentation).
- Wie ich log und starb: Der Abteilungsleiter koordiniert mit Hilfe von Handy und E-Mail zwei Leben und wundert sich, wie vor diesen Technologien Affären und Seitensprünge überhaupt möglich waren.
- In Gefahr (2): Leo Richter erhält mitten in einem afrikanischen Krisengebiet den Anruf, er werde mit einem Literaturpreis ausgezeichnet.

## Form

### Sprache
Kehlmann verwendet eine Vielzahl an lexikalischen und stilistischen Mitteln, um die Geschichten und vor allem die Figuren zu individualisieren und zu differenzieren. So spiegelt die Sprache der dritten Geschichte Rosalie geht sterben, die von der Figur Leo Richter geschrieben wurde, mit ihren postmodernen narrativen Spielereien den ambivalenten, zerrissenen Charakter des „Autors“ (Leo Richter) wider, während der Eintrag des Bloggers in Ein Beitrag zur Debatte durch Anglizismen, umgangssprachliche Wendungen und Solözismen charakterisiert ist. Antwort an die Äbtissin bedient sich hingegen eines (pseudo-)artifiziellen, aufgeblähten Genus dicendi mit Hypotaxen, die teilweise an Thomas Mann und besonders dessen Novelle Der Tod in Venedig erinnern, um die Divergenz von Sein und Schein zu unterstreichen.
Sprechende Namen werden, wie bei Mann, ebenfalls verwendet. Leo Richter nimmt im Buch als Autor die Rolle eines Richters ein. Er entscheidet, ob etwas geschieht oder nicht. Auch der Titel Auristos Blancos symbolisiert das Wortgefüge eines esoterischen, reinen Wesens.

### Novelle
Das Werk Ruhm als Ganzes ist keine Novelle. Eine Novelle ist nach der gängigen Definition unter anderem „eine einsträngig-geradlinig auf ein Ziel hinführende“ kurze Erzählung in Prosa. Dies trifft hier auf Grund der vielen verschiedenen Handlungsstränge auf den ganzen Roman nicht zu.
Die neun Kapitel erfüllen jedoch die oben genannten und weitere Kriterien einer Novelle. Es handelt sich dabei um unerhörte, jedoch mögliche Einzelbegebenheiten mit einzelnen zentralen Konflikten, in gedrängter Form. Goethe sah als Zentrum der Novelle „eine sich ereignete unerhörte Begebenheit“ (zitiert in ).

### Episodenroman
Ruhm ist im Stil eines Episodenromans geschrieben; es lässt sich ohne weiteres eine der Teilgeschichten (Episoden) streichen, ohne dass die Haupthandlung an Sinn verlieren würde. Ebenfalls kann eine Episode einzeln aus der Geschichte herausgelöst und betrachtet werden, selbst wenn dabei einige Fragen unbeantwortet bleiben, die sich sonst durch die enge Verflechtung der Geschichte beantworten lassen. Von der letzten Episode abgesehen, funktioniert jede also auch für sich alleine.
„Meine Idee war“, so der Autor Daniel Kehlmann über seinen Roman, „das wesentlich weiter zu treiben und zu verdichten, oder anders gesagt: die Form des Episodenfilms auf den Roman zu übertragen – also einen Roman zu schreiben, der aus Episoden besteht, jede abgeschlossen, aber alle eng zusammengehörend in einem großen Bogen.“

## Rezeption

### Verkaufserfolg
Auf den Bestsellerlisten von Spiegel und Focus erreichte das Buch den ersten Platz und war auf der Jahresbestsellerliste 2009 des Spiegel auf dem 10. Platz. Bis Anfang 2009 wurden 300.000 Exemplare verkauft. Bis Oktober 2011 hatte sich der Roman allein in Deutschland über 700.000 Mal verkauft.

### Kritiken
Kehlmanns Werk wurde von den Kritikern mehrheitlich positiv bewertet. Die Verwebung der neun Geschichten konnte aber nicht alle begeistern: Während Kehlmann für Ina Hartwig (Frankfurter Rundschau) ein „virtuoser, amüsierter, leichthändiger Jongleur“ ist und Volker Hage (Der Spiegel) das Buch als „feines Netz untergründiger Bezüge“ beschreibt, findet Lothar Müller (Süddeutsche Zeitung) den Versuch des Autors auf „bemerkenswerte Weise misslungen“.
„So lässig wie mit Wahn und Wirklichkeit spielt diese Kunst mit ihren Vorbildern. An Salingers ‚Nine Stories‘ erinnert schon der Untertitel, Pynchon und Burroughs lassen grüßen, und an Kehlmanns Hausheilige wie Nabokov und Perutz, Thomas Mann und Borges kann sich, wer will, allenthalben erinnert fühlen. Vor allem aber erweist sich Kehlmann mit diesem Roman als ein sehr zeitgemäßer Romantiker, ein philosophischer Geschichtenerzähler aus jenen Zeiten, in denen die romantische Ironie erfunden, das Spiel von Zufall und Notwendigkeit zum Fiktionsprinzip erhoben und Spiegel, Wieder- und Doppelgänger zu Lieblingsmotiven einer Epoche wurden. Man muss nichts von solchen Bezügen bemerken, um dieses Buch mit dem größten Vergnügen zu lesen.“

### Verfilmung
Das Buch wurde 2010/2011 verfilmt. Die Drehbuchautorin Isabel Kleefeld führte auch Regie. In den Hauptrollen sind unter anderem Stefan Kurt als Leo Richter, Heino Ferch als Ralf Tanner sowie Julia Koschitz als Elisabeth zu sehen. Die Tragikomödie wurde in Köln, Zürich, Buenos Aires, Kiew, auf der Krim sowie in der Nähe von Cancún gedreht. Der Kinostart erfolgte am 22. März 2012.

## Ausgaben
- Daniel Kehlmann: Ruhm. Ein Roman in neun Geschichten. Rowohlt, Reinbek bei Hamburg 2009, ISBN 978-3-498-03543-3. (eine Woche lang im Jahr 2009 auf dem Platz 1 der Spiegel-Bestsellerliste)
- Daniel Kehlmann: Ruhm. Hörbuch, ungekürzte Ausgabe auf 4 CDs, gelesen von Ulrich Matthes und Nina Hoss.
Deutsche Grammophon Literatur (Universal Music GmbH) Januar 2009.

## Forschungsliteratur
- Stefan Neuhaus (2010): „Von Emphatikern, Gnostikern, Zombies und Rettern: Zur aktuellen Situation der Literaturkritik in den Printmedien“, in: Digitale Literaturvermittlung. Praxis – Forschung – Archivierung, herausgegeben von Renate Giacomuzzi, Stefan Neuhaus und Christiane Zintzen, Studienverlag, Innsbruck-Wien-Bozen, ISBN 3-7065-4883-6, S. 36–47, S. 38–39. (Zur Vermarktungsstrategie des Rowohlt-Verlags, zu Kritiken und Metakritiken)